# Plinthisus brevipennis
Plinthisus brevipennis ist eine Wanze aus der Familie der Rhyparochromidae.

## Merkmale
Die Wanzen werden 2,8 bis 3,5 Millimeter lang. Die kleinen, schwarz glänzenden Tiere haben einen eher abgeflachten Körperbau. Ihr Kopf ist schmal und erscheint teilweise in den Körper versenkt. Das Pronotum trägt am Hinterrand eine breite, punktierte Binde. Die Tiere tragen eine Reihe längerer, verstreut platzierter Haare, etwa je eines am Kopf und an den Schienen (Tibien) der Vorderbeine. Die Wanzen haben in der Regel verkürzte (brachyptere) Hemielytren.

## Verbreitung und Lebensraum
Die Art ist vom westlichen Nordafrika über den Mittelmeerraum und West- und Mitteleuropa bis in den Süden Skandinaviens und östlich über das zentrale und südliche Russland bis in den Kaukasus und die Kaspische Region verbreitet. Sie ist in Deutschland weit verbreitet und meist nicht selten. In Österreich ist sie vermutlich ebenso weit verbreitet, aber bisher nur im Westen und Süden dokumentiert. In Großbritannien ist sie in weiten Teilen des Südens lokal verbreitet und weiter nördlich selten. Besiedelt werden warme, trockene bis mäßig feuchte, offene Lebensräume und nicht zu dicht gewachsene Nadel- und Laubwälder. Bodenpräferenzen scheint die Art keine zu besitzen, wenngleich es viele Funde auf sandigen Böden gibt.

## Lebensweise
Die Tiere leben in der Bodenstreu, die sie kaum verlassen. Zur Paarungszeit im Mai kann man die Imagines sehr selten an Pflanzen beobachten, während sie an reifenden Samen saugen. Die makropteren Individuen können fliegen. Die Imagines überwintern in der Streu unter Bäumen, in Moos und Grashorsten oder unter loser Rinde. Die Weibchen legen ihre Eier in den Boden ab. Ab Ende Juli kann man die Imagines der neuen Generation antreffen. Pro Jahr wird eine Generation ausgebildet.

## Belege